# The St. Valentine's Day Massacre
The St. Valentine's Day Massacre is een Amerikaanse misdaadfilm uit 1967 onder regie van Roger Corman. De film bespreekt de gebeurtenissen rond het Valentijnsdagbloedbad uit 1929.

## Verhaal
Misdaadbaas Al Capone neemt de macht over in Chicago. Hij geeft enkele huurmoordenaars de opdracht om rivaal Bugs Moran uit te schakelen. De mannen bedenken een plan waarbij ze vermomd als agenten proberen om Moran te doden. De moord staat gepland voor 14 februari 1929: Valentijnsdag. Want op die dag verwachten ze dat Moran aanwezig zal zijn in de garage van zijn misdaadbende.
Capone trekt zich ondertussen terug op zijn landgoed in Florida. Op 14 februari dringen enkele mannen, vermomd als agenten, de garage van Moran binnen. Door een foute samenloop van omstandigheden is Moran niet aanwezig, maar daar zijn de zogenaamde agenten niet van op de hoogte. Alle mannen die wel aanwezig zijn, worden tegen een muur geplaatst en als het ware gefusilleerd. Moran verneemt even later dat hij op het nippertje aan de dood is ontsnapt.

## Rolverdeling
| Acteur            | Personage         |
| ----------------- | ----------------- |
| Jason Robards     | Al Capone         |
| George Segal      | Peter Gusenberg   |
| Ralph Meeker      | Bugs Moran        |
| Jean Hale         | Myrtle            |
| Clint Ritchie     | Jack McGurn       |
| Frank Silvera     | Nick Sorello      |
| Joseph Campanella | Albert Wienshank  |
| Richard Bakalyan  | John Scalise      |
| David Canary      | Frank Gusenberg   |
| Bruce Dern        | Johnny May        |
| Harold J. Stone   | Frank Nitti       |
| Kurt Kreuger      | James Clark       |
| Paul Richards     | Charles Fischetti |
| Joe Turkel        | Jake Guzik        |
| Milton Frome      | Adam Heyer        |

## Productie
Roger Corman begon niet aan zijn eerste misdaadfilm. Eerder had de regisseur gewerkt aan films als I Mobster (1958) en Machine-Gun Kelly (1958) met Charles Bronson in de hoofdrol. Maar ditmaal wilde Corman een misdaadfilm die zo dicht mogelijk bij de waarheid aanleunde. Daarvoor riep hij de hulp in van Howard Browne.
Browne was in 1929 actief als journalist in Chicago toen de bloederige moordpartij plaatsvond. In die dagen had hij artikels geschreven over de moorden. In de jaren 60 gaf Corman hem de opdracht om een historisch correct scenario te schrijven over diezelfde gebeurtenissen. Ondertussen ging de regisseur op zoek naar acteurs. Jason Robards werd aan boord gehaald als Bugs Moran, terwijl Orson Welles werd gevraagd voor het spelen van de bekende Al Capone. Maar Welles was door zijn eigenzinnig gedrag niet langer graag gezien in Hollywood. Filmstudio 20th Century Fox weigerde Welles en gaf de rol aan Robards, terwijl Ralph Meeker zijn rivaal Bugs Moran mocht vertolken.
Voor de opnamen maakte Corman gebruik van oude decors, die eerder al in andere films te zien waren. Zo is het huis van Al Capone ook het bekende landgoed uit The Sound of Music (1965). En de beelden van Chicago zijn eigenlijk het decor van de film Hello, Dolly! (1969), die pas later uitkwam. Ondanks een laag budget beschikte Corman zo dus toch over een grote filmset.
Door het gedetailleerde scenario van Browne en de informatieve vertelstem in de film vertoont The St. Valentine's Day Massacre bijna de kenmerken van een documentaire. De film wordt dan ook voornamelijk om die reden geprezen. Verder is ook de vertolking van Jason Robards opmerkelijk. Robards deelde, in tegenstelling tot Welles, weinig lichamelijk kenmerken met Capone. Toch werd zijn vertolking door de filmcritici goed onthaald.